# К. В. Керам
К. В. Керам (Курт Вальтер Керам; псевдоним), наст. имя Курт Вильгельм Марек (нем. Kurt Wilhelm Marek; 20.01.1915, Берлин — 12.04.1972, Гамбург) — немецкий журналист, известный популяризатор археологических открытий. Наиболее известная работа «Боги, гробницы, учёные» (1949).
Взятый им псевдоним Керам представляет собой анаграмму его фамилии Марек (псевдоним был взят им чтобы дистанцироваться от ранних работ, которые он считал неудачными).

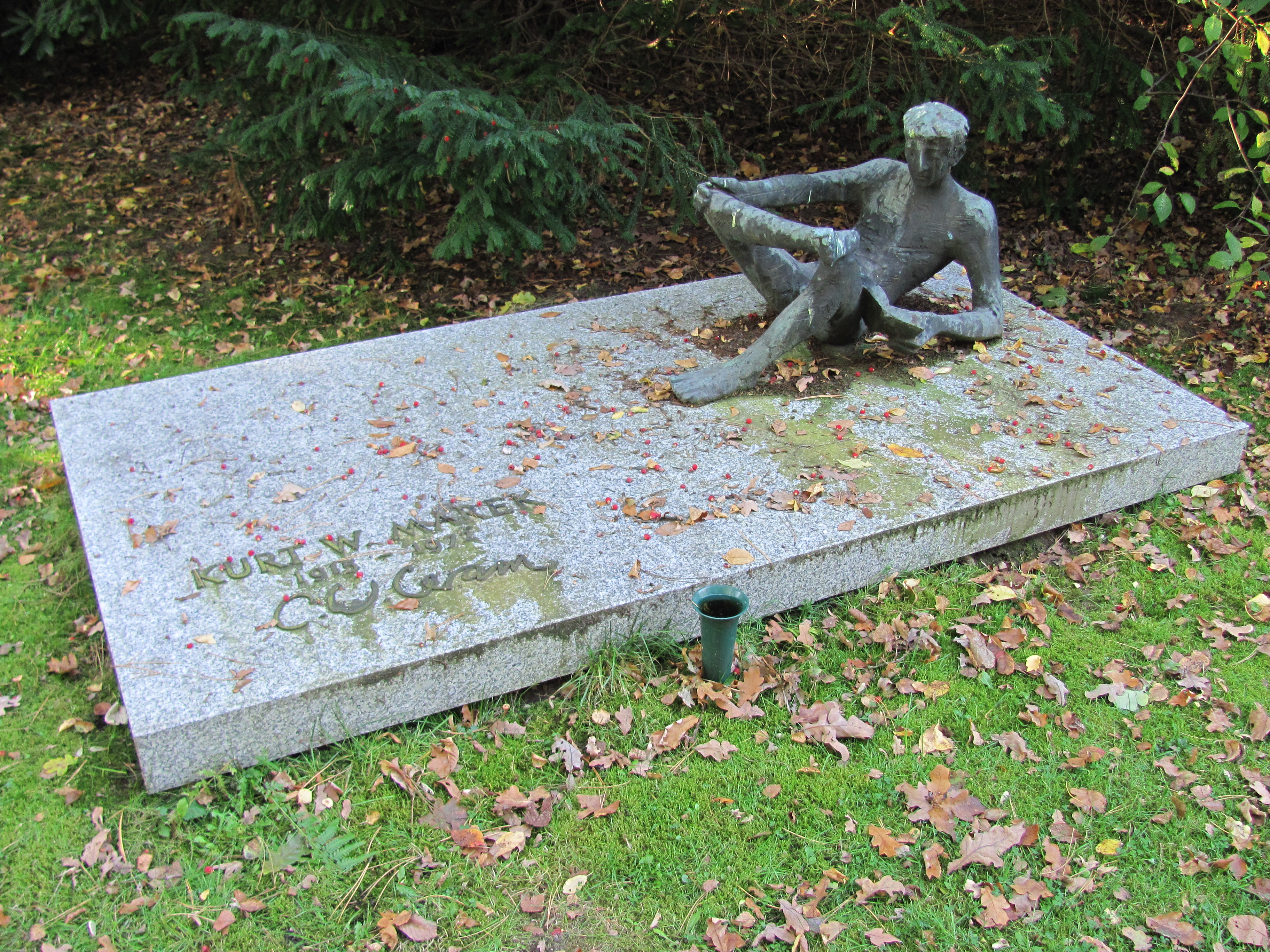
Могила

## Биография
В годы Второй мировой войны служил в ротах пропаганды вермахта, воевал и был ранен.
В 1945—1952 годах был редактором немецкого издательства «Ровольт».
Его книга историко-археологических очерков «Боги, гробницы, учёные» (нем. Götter, Gräber und Gelehrte, 1949) стала мировым бестселлером. В 1954 году в США по её мотивам был снят приключенческий художественный фильм «Долина фараонов».
После написания книги «Боги, гробницы, ученые» Керам снял в качестве режиссёра и автора 6 документальных фильмов под названием «По следам античности».
Самой важной своей книгой Курт Керам считал книгу «Провокационные заметки» — книгу, направленную не в прошлое, а в будущее, сборник культурно-философских заметок.
В 1954 году переехал с женой в США, где увлёкся местной археологией, написав на эту тему книгу «Первый американец». Также опубликовал в Америке книги «Секреты хеттов» (1956; в рус. пер. «Узкое ущелье, чёрная гора») и «Шествие археологии» (1958). В 1971 году семья Керама вернулась в Германию, поселившись в Гамбурге, где сам он вскоре умер.
С 1952 года был женат на Ханнелоре Марек, сын Макс Марек (род. 1957) — художник.
В его честь названа Премия им. Керама в археологии.
Другие книги:
- «Первый американец. Загадка индейцев доколумбовой эпохи» (1972).

## Переводы на русский язык
- Керам К. В. Боги, гробницы, ученые = Gotter, Graber und Gelehrte / Пер. с нем. А. С. Варшавского. — М.: Издательство иностранной литературы, 1960. — 476 с.
- Керам К. В. Узкое ущелье и Чёрная гора / Пер. с нем. Л. Ф. Вольфсона. — М.: Издательство восточной литературы, 1962. — 216 с. — (По следам исчезнувших культур Востока). — 15 000 экз.
- Керам К. В. Первый американец: Загадки индейцев доколумбовой Америки / Пер. с нем. М. Воронковской, Н. Савинкова. — М.: Вече, 2005. — 384 с. — (Тайны древних цивилизаций). — 5000 экз. — ISBN 5-9533-0916-3.